# Frittelle di patate
Le frittelle di patate sono frittelle che si preparano immergendo in olio bollente un impasto di patate schiacciate, farina, e uova o altri leganti. Esistono innumerevoli tipi di frittelle di patate in tutto il mondo: quando sono salate, possono contenere la carne, le verdure o delle erbe, mentre, quando sono dolci, possono essere preparate usando le patate americane ed essere insaporite con la salsa di mele.

## Diffusione

### Asia
Le tortine di patate si preparano anche nella Corea del Sud (gamja-jeon). In India sono diffusi i batata vada, gnocchi fritti che possono anche fungere da ingrediente per preparare i vada pav, panini presumibilmente originari di Mumbai.

### Europa
Nell'Est europeo sono tipici i latkes della cucina ebraica, i draniki, un piatto nazionale bielorusso, e i zemiakové placky, una specialità slovacca.
In Italia esistono più varianti delle frittelle preparate usando i tuberi. Nel Trentino vi sono i tortel, che possono essere sia dolci che salati. Nel primo caso, sono composti da un impasto di patate lesse, farina di frumento, burro e uova. Qualora fossero dolci, i tortel hanno una quantità minima di sale, e vengono gustati con la confettura di frutta. In Puglia esistono anche le frittelle di patate alla tarantina con il pecorino.
In Germania, Paese che si è specializzato nelle preparazioni culinarie a base di tuberi, le frittelle con le patate si gustano sia salate che dolci. In quest'ultimo caso, possono essere insaporite con la salsa di mele.
In Svezia le patate vengono utilizzate per preparare ben quattro tipi diversi di frittelle che prendono il nome di raggmunkar (simili a crespelle, e ricavate con una pastella di frumento, latte e uova), potatisplättar (differiscono dalle precedenti in quanto le patate vengono cotte prima di essere sminuzzate), rårakor (più simili agli hash brown americani), e potatisbullar (polpette di purè di patate, uova e pangrattato).
Uno dei piatti tipici della Svizzera sono i rösti, che sono privi di uova e farina.

### America del Nord
Piatto per la colazione degli USA, gli hash browns prendono il nome dal colorito marroncino che acquisiscono quando vengono fritti.